# Општина Посушје
Општина Посушје је општина у Западнохерцеговачком кантону, Федерацији Босне и Херцеговине, БиХ. Општина заузима површину 461 km² и има 20.477 становника. Сједиште општине је град Посушје.
Општина је основана 1950. издвајањем из Општине Широки Бријег. До 1955. обухватала је и подручје данашње Општине Груде. Након првих демократских избора, на власт у општини дошао је ХДЗ БиХ, а општина је 1991. ушла у састав Хрватске Републике Херцег-Босне, гдје је остала до самораспуштања Републике 1996. Након тога ушла је у састав Западнохерцеговачког кантона.

## Историја
Општина Посушје успостављена је 1950. Законом о административно-територијалној подјели НР БиХ као Срез Посушје. Тиме је издвојена из Општине Широки Бријег у којој се до тад налазила. У подручје Среза Посушје укључени су мјесни народни одбори Броћанац, Груде, Посушје, Подклечани, Растовача, Совићи, Сутина, Вир и Завелим. По новом Закону о подјели теориторије БиХ из 1952. Срез Посушје био је подијељен на општине Груде, Посушје, Ракитно, Совићи и Вир. Садашњи облик, Општина Посушје добила је 1. септембра 1955., издајањем Општине Груде.
У вријеме првих демократских избора, у Посушју је на власт дошао ХДЗ БиХ. Општина је ушла у састав Хрватске Републике Херцег-Босне у новембру 1991., гдје је остала до самораспуштања Републике у августу 1996. Те године успостављен је Западнохерцеговачки кантон у чији је састав ушла и Општина Посушје.

## Насељена мјеста
У Општини Посушје је према попису 1991. године било 19 насељених мјеста.
Баре, Батин, Броћанац, Читлук, Градац, Коњско, Осоје, Подбила, Поклечани, Посушје, Растовача, Сутина, Трибистово, Вињани, Вир, Врпоље (Посушје), Вучипоље, Загорје, Завелим

## Географија
Општина Посушје се граничи са 5 општина и то: Груде, Широки Бријег, Мостар, Томиславград и Јабланица.
 Налази се на југозападу Босне и Херцеговине. У саставу је Западнохерцеговачког кантона.

## Демографија
| година   | Хрвати | %     | Срби | %    | Муслимани/Бошњаци | %    | остали | %    | укупно | ±%     | извор |
| -------- | ------ | ----- | ---- | ---- | ----------------- | ---- | ------ | ---- | ------ | ------ | ----- |
| 1948.[a] | —      | —     | —    | —    | —                 | —    | —      | —    | 13.486 | —      | [ 4 ] |
| 1953.[b] | 15.428 | 99,10 | 70   | 0,45 | —                 | —    | 70     | 0,45 | 15.568 | +15,43 | [ 5 ] |
| 1961.    | 15.745 | 99,36 | 74   | 0,47 | 5                 | 0,03 | 23     | 0,14 | 15.847 | +1,79  | [ 6 ] |
| 1971.    | 16.778 | 99,39 | 58   | 0,34 | 15                | 0,09 | 31     | 0,18 | 16.882 | +6,53  | [ 7 ] |
| 1981.    | 16.298 | 99,05 | 34   | 0,21 | 15                | 0,09 | 108    | 0,65 | 16.455 | −2,53  | [ 8 ] |
| 1991.    | 16.963 | 99,00 | 9    | 0,05 | 6                 | 0,03 | 156    | 0,92 | 17.134 | +4,13  | [ 9 ] |
| 2013.    | 20.424 | 99,74 | 5    | 0,02 | 2                 | 0,01 | 46     | 0,23 | 20.477 | +19,51 | [ 1 ] |

Према посљедњем попису становништва из 2013., Општина Посушје имала је 20.477 становника, од чега су 99,74% Хрвати. Општина је кроз историју била углавном насељена Хрватима, без значајнијег броја других националних мањина.
Посушје је, као и остатак Западне Херцеговине, изразит емиграциони простор. Постотак упослених у иноземству у Општини Посушје 1971. износио је 34,3% укупног становништва. Посушје је у оно вријеме спадало у 10 општина с највећим процентом емиграције.
Лошој демографској слици још више допринио је рат у БиХ 1990-их.

## Политика
Начелник Општине Посушје је Бранко Баго из ХДЗ-а БиХ. Функцију је преузео након локалних избора 2012. Баго је добио 55,29% гласова, а његови протукандидати Мате Павковић из ХСП-а БиХ 32,53% и Јаков Јукић из ХДЗ-а 1990 12,18%.
|         | HDZ BiH  | 18 / 21 | 13 / 21 | 12 / 21 | 6 / 21 | 9 / 21 | 13 / 21 |
|         | ХДЗ 1990 |         |         |         | 6 / 21 | 3 / 21 | 3 / 21  |
|         | ХНЛ      |         |         |         |        |        | 2 / 21  |
|         | ХДУ БиХ  |         |         | 1 / 21  | 0 / 21 | 1 / 21 | 2 / 21  |
|         | ХСС БиХ  |         |         |         |        | 1 / 21 | 1 / 21  |
| извори: |          |         |         |         |        |        |         |